# Sabin Bilbao Bolumburu
Sabin Bilbao Bolumburu (Loiu, 16 de gener de 1960) és un exfutbolista basc, que ocupava la posició de defensa.

## Trajectòria
Va començar a destacar a principis dels 80 a l'Erandio Club, de la Segona B. A la 84/85 marxa al Deportivo Alavés, on roman dues temporades abans de recalar al Sestao SC, ja a la Segona Divisió. L'estiu de 1989 s'incorpora al Deportivo de La Corunya.
Va pujar amb el Deportivo de La Corunya a primera divisió a la temporada 90/91. A la màxima categoria, va ser titular la temporada 91/92, tot jugant 33 partits i marcant un gol, el primer del conjunt gallec en el seu retorn a la màxima categoria. A la següent, la seua darrere a La Corunya, va caure a la suplència, tot jugant només tres partits. Militaria la temporada 93/94 al Granada CF.